# ГЕС Платановріссі
ГЕС Платановріссі — гідроелектростанція на півночі Греції в периферії Східна Македонія та Фракія, споруджена на річці Нестос.
ГЕС розташована в горах на північ від міста Кавала, неподалік від кордону з Болгарією. Її водосховище починається одразу після найвищої ГЕС каскаду на Нестосі — Тіссаврос, яка до того ж використовує його як нижній резервуар при роботі в режимі гідроакумуляції. Платановріссі ввели в експлуатацію у 1999-му, на один рік пізніше станції Тіссаврос.
У межах проєкту Нестос перекрили греблею з ущільненого бетону висотою 95 метрів, що робить її найвищою спорудою такого типу в Європі. На спорудження греблі використали 450 тис. м3 матеріалу. Вона утворила водосховище із площею поверхні до 3 км2 та об'ємом 15 млн м3 (корисний об'єм 12 млн м3). Виробництво електроенергії можливе при коливанні рівня водосховища між позначками 223,5 та 227,5 метрів над рівнем моря.
Машинний зал, розташований біля підніжжя греблі, обладнаний двома турбінами типу Френсіс потужністю по 58 МВт, що при напорі 74 метри дозволяє виробляти 196 млн кВт·год на рік.